# 斯宾塞·普洛弗
斯宾塞•普洛弗（Spencer Proffer）（原名萨列克•普罗费塞斯基Salek Profesorski，1948年12月25日—）是一位美国媒体节目及唱片制作人，他也是总部位于美国洛杉矶的综合媒体制作公司17号流星（Meteor 17）的首席执行官。普洛弗曾制作出第一张重金属唱片——美国悄声暴动乐队（Quiet Riot）的《金属健康》（Metal Health），该唱片在当时流行乐排行榜前200名歌曲中位列第一，销售达600万张。他与比利•托普合作的《太阳的孩子》（Children of the Sun），成为引发以电脑动画激光编舞演绎音乐专辑的首张摇滚唱片，北美各地天文馆纷纷上演。普洛弗迄今已负责安排和制作了200多张专辑，其中许多都取得了金唱片和白金唱片的地位；他还担任了17部电影的制作人/执行制作人，并监制和制作了135部影视作品的音乐。
2005年，普洛弗与多克•麦克基（Doc Mcghee）和昆西•琼斯（Quincy Jones）联袂，为44,000名美国海军陆战队员及其家属制作了一场慈善音乐会和媒体活动，由美国著名歌手碧昂斯、美国著名女子组合Destiny’s Child（天命真女）以及美国最有影响力的摇滚乐队之一KISS（吻乐队）领衔，由美国知名喜剧演员塞德里克主持。
2012年，他还为从北美各地到美国亚拉巴马州的亨斯维尔参加太空营的青年捐赠了25个奖学金。
2016年，他完成了讲述美国传奇爵士乐手约翰•克特兰（John Coltrane）的《追逐克特兰—— 约翰•克特兰记录片》（Chasing Trane, The John Coltrane Documentary）。该片叙述了约翰•克特兰的生活以及克特兰和他的音乐对社会文化生活及世界的影响。美国著名演员丹泽尔•华盛顿给克特兰配音，美国前总统克林顿等知名人士以及许多曾在克特兰的职业生涯中与他同台表演的目前仍在世的音乐家也都在影片中露面。

## 个人生活
普洛弗出生于德國慕尼黑，1954年6岁时移民美国。他在加州洛杉矶长大，高中就读于费尔法克斯中学。1967年，他与人合写歌曲《风景明信片》，盖瑞•刘易斯与花花公子乐队（Gary Lewis & the Playboys）录制了这首歌。二十一岁时，他创作的歌曲已有十八首被录制发行。大学毕业后，作为乐队领队，普洛弗拿到了多家唱片公司（Dunhill, MGM, CBS）的录音合同。
二十岁时普洛弗毕业于加州大学洛杉矶分校，获政治学学士学位，随后入读洛约拉大学法学院 。 他是法学院《法律评论》杂志的执行编辑，也是圣•托马斯摩尔法律荣誉学会的会员。 他为ABC的动画连续剧《哈迪男孩》写歌，也和自己的乐队PMR（Proffer，Marmelzat，Reed）一起参加夜晚和周末演出。
在法学院期间，普洛弗引起了CBS唱片公司首席执行官克莱夫•戴维斯的注意，他的乐队和CBS签署了录音合约。 1972年法学院毕业后，23岁的普洛弗接受了CBS唱片公司的职位，为戴维斯工作，并搬到了纽约。 在戴维斯离职后不久，他离开了CBS，成为联合艺术家唱片公司（UA）的全国执行总监，兼任该公司全球A+R项目负责人。在UA期间，普洛弗制作或联合制作了许多全球流行的音乐唱片，其中有蒂娜•特纳的《酸皇后》，保罗•安卡和欧迪亚的冠军单曲《一个男人的女人》。
普洛弗和前妻苏珊娜•杜佰利有两个儿子，斯德林和摩根。他现在的妻子朱迪斯是《洛杉矶周刊》 的前任出版人和南加州《太阳社区报》连锁报业的联合创始人，她也是精品图书印制公司HUQUA出版社的创始人和出版人。普洛弗夫妇居住在加州恩西诺。

### 早期职业生涯
在全美人寿1977年出售联合艺术家唱片公司（UA）之后，普洛弗开始独自经营，他既是独立唱片制作人，又是作曲家和编曲人。在一间一室公寓工作室里，他策划成立了Pasha 音乐机构，并在一年之内与大卫·葛芬的Elektra / Asylum唱片公司达成协议，为冬青树乐队的主唱艾伦•克拉克编曲制作了他的第一张个人专辑。
1977年，普洛弗与澳大利亚吉他手和歌手比利•索普（Billy Thorpe）相识 。他们成了朋友和合作伙伴，此后他们合作了四张唱片专辑。
首个专辑《太阳的孩子》在美国大获成功，引发首次以电脑动画激光编舞演绎音乐专辑的表演，北美各地天文馆纷纷上演。 普洛弗和索普计划根据《太阳的孩子》传奇故事制作一部电影， 然而，摩羯唱片公司（当时的发行商是宝丽金唱片）根据美国破产法第十一章提交了破产申请，长达两年在美国任何地方都不再销售这张唱片。 十年后，普洛弗重新混音并发行了这张专辑，用的是他自己的商标PASHA / CBS。

## 商业成就
1978年，普洛弗和他的录音师拉里•布朗设计并建造了PASHA音乐屋，位于好莱坞，由两种形态的艺术录音室构建而成，是此后十二年间普洛弗所有制作的出品之地。Polydor唱片公司预支的制作费以及City National的配套资金为音乐屋的设施提供了资金。在那里录制的第一个项目是普洛弗担任执行制作人的白金唱片《Staying Alive》；以及Rick Stevens担任制作人，Olivia Newton John演唱，宝丽多出品的联合国儿童基金会福利专辑。普洛弗在PASHA为许多著名的摇滚乐手制作了唱片，包括廉价伎俩、心脏、小河乐队、埃迪金钱、 海滩男孩 、 W.A.S.P、 香草软糖、伊恩•亨特、射击之星、乔•布彻和法外之徒。由GEFFEN唱片发行的枪炮玫瑰乐队首演歌曲《胃口毁灭》的前期制作以及MötleyCrüe的《呵斥恶魔》都在Pasha完成录制。此外，普洛弗制作的悄声暴动乐队《金属健康》专辑，是首张曾跃居公告牌200强专辑榜（Billboard 200）榜首的摇滚唱片。专辑当时卖了600万张。凭借与CBS唱片公司的长期合作经营关系，普洛弗的PASHA唱片公司发行了这张专辑。 
20世纪90年代末，普洛弗开始制作自己的电影。普洛弗是奥斯卡获奖影片《众神与野兽》的联合执行制作人。此外，普洛弗是专题纪录片《罗比•罗伯逊：回家》 的执行制片人，片中特邀埃里克•克莱帕顿和马丁•斯科塞斯等人出演。1997年该片获得两个艾美奖的提名。
从1995年至1999年，普洛弗制作和执导了HBO原创音乐系列剧《从此幸福：给每个孩子的童话》，并且是剧中很多原创歌曲的曲作者。
1998年，普洛弗担任ABC电视连续剧“小女巫萨布琳娜”的音乐顾问，并为格芬唱片公司监制了该剧的音乐专辑，这张专辑在美国售出超过50万份。
1999年，普洛弗担任获四项托尼奖提名的百老汇热门剧《这可是蓝调》（It Ain't Nothin' But The Blues）制作人，同时也是该剧原声专辑的制作人、编曲人和混音师。他在录制专辑时采用了BB King Buddy Guy ，Taj Mahal ，Jonny Lang和Andrae Crouch这些著名歌手的演唱来替代了纽约林肯中心的现场音乐演出录音。
1999年，普洛弗还与CBS 电视台的开发执行人迈克尔•赖特联手制作了迷你系列片《摇晃，摇摆和摇滚》。在1999年11月对美国各地电视台收视率的调查评级期间播出（译者注：美国电视台都会把最受欢迎的节目在此期间播出，以提高收视率）并在VH1音乐电视台反复重播。 普洛弗是执行制片人，与麦克•麦达沃伊以及项目总监兼主要编剧麦克•洛等人共事。他还对片中所有歌唱家的原声灌录进行了制作、编排和混音，其中包括BB King、K-Ci＆JoJo、ChantéMoore、Mark Hoppus和Tom DeLonge、Terence Trent D'Arby、Dicky Barrett（The Mighty Mighty Bosstones乐队的主唱）、Dan Wilson（Semisonic乐队的主唱）、Gary Allan和Billy Porter。 《纽约时报》称这个项目是“迄今为止最雄心勃勃的面向音乐的迷你系列片”。普洛弗和拉蒙特•多西耶合写了片尾主题歌《并肩而立》，鲍勃•迪伦、Carole King、Leiber-Stoller和Graham Nash 都为该片创作了歌曲。 这张音乐专辑由MCA唱片公司发行。 
2001年，普洛弗和他的莫林曼纳音乐公司（Morling Manor Music）与芬达公司组建了合资公司，发行原创吉他演奏音乐。芬达唱片公司（Fender Records）发行的首张唱片《演奏者》包括由埃里克•克莱帕顿、格林•戴、雪儿•克洛尔、艾伦尼斯•莫里赛特、咕咕玩偶、眨眼182以及肯尼•韦恩•雪弗的音乐。2002年，普洛弗又设计并负责协商了一个由芬达唱片和一家总部位于加州的冲浪用品公司太平洋公司（Ocean Pacific）的合作项目，制作一张专辑和一场巡回音乐会，其中包括一些新人以及一些著名的运动员音乐家，实现了一家著名的消费品品牌与音乐公司的首次结合。录制的唱片由华纳兄弟唱片公司发行。
也是在2001-2002年期间，普洛弗作为执行制作人为VH1电视台制作了《不惜一切代价》（At Any Cost），这也是著名演员詹姆斯•弗兰科（James Franco）早期主演的一部片子。普洛弗拿到的该片片头曲就是格莱美奖的头号热门曲——由著名加拿大摇滚组合裸体淑女（Barenaked Ladies）演唱的《捏我》（Pinch Me）。影片的音乐碟由华纳兄弟唱片公司发行。
2003年，普洛弗制作了达里尔斯•拉科（Darius Rucker）与混混与自大狂组合（Hootie & The Blowfish）翻唱版本的《告别女孩》（Goodbye Girl），作为由帕特里夏•希顿与杰夫•丹尼尔主演的TNT同名电影《告别女孩》的插曲。    
此外，他还是2003年福克斯电视台新年特别节目《美国晚会》的监制。该晚会有莱恩•希克里斯特主持，凯斯•厄本、加•如尔以及混混与自大狂组合等参演。
2004年，普洛弗还为美国电视网（USA Network）的《弗兰肯斯坦》（Frankenstein）联合创作并制作了主题曲。
2005年，歌手鹊儿啼（Tweet）为新版《天罗地网铁金刚》（Kojak）系列剧录制了主题歌，此曲即由斯宾塞共同作曲并制作。为这首歌制作的MV《当我需要一个人的时候》（When I need a man）曾在全美最大的影院广告公司NCM（National CineMedia）遍布全美的7,000多面屏幕上播放，配合该系列剧的上映宣传。

### 海军陆战队音乐会（Rockin The Corps）
2005年4月1日，在美国传奇喜剧演员鲍勃•候普（Bob Hope）的USO军队巡演中，一个标志性的音乐会《海军陆战队音乐会》在位于加州蓬得尔顿的海军陆战队基地营举行。普洛弗与多克•麦克基担任该音乐会的制作人，包括日后那场颇具开创性的演出——在遍布全美的300家君豪剧院（Regal Theatre）举行一夜展演庆祝活动。昆西•琼斯、小乔•E•罗伯特以及杰里•英泽日罗作为执行制作人。

### 美国电视网（USA Networks）的音乐架构
2006年，普洛弗和当时美国电视网的高级副总裁（现任总裁）克里斯•麦克坎博构想用维京唱片的音乐对电视网进行品牌包装。斯宾塞代表该电视网与维京公司就该安排进行协商，此项交易要求该唱片公司向美国电视网公司提供旗下艺术家的音乐，供其在全美营销平台使用。这项安排标志着一个电视网首次与一家唱片品牌签订这样一份独家协议。
2008年，普洛弗再次代表该电视网络，促成其与雅虎音乐合作以发现新人并为其进行宣传。

### 17号流星（Meteor 17）
2007年，普洛弗继莫林曼纳音乐公司之后创建了自己的独资公司17号流星（简称M17）。M17是一家积极参与所有阶段工作的制作公司，包括敲定交易、营销、宣传和发行等。

### MTV网络的新公司
2008年，普洛弗手多克•麦克基与音乐电视MTV网络组建了一家合资公司，以开发新人并为其进行宣传。公司签下的第一个合约是Crooked X，一个来自美国俄克拉荷马州考维塔的14岁少年硬式摇滚组合。普洛弗和麦克基制作了一个有关该乐队的1小时特别节目——《摇滚之梦》，该节目2009年在MTV和MTV2 频道反复播放。该乐队通过由17号流星与国会唱片的共同安排，发行了他们的首张专辑。普洛弗与麦克•瓦格纳在这两个项目中合作，担任制作人角色。
2009年，年轻的乡村双人组卡特二人组加入了公司，成为MTV网络的乡村音乐网CMT签下的第一个合约。弗兰克•罗杰斯制作了他们的首张专辑，普洛弗与MTV的杰夫•亚普担任执行制作人。
飞行机器音乐组合（Flying Machines）--美国电视--雅虎
2009年，英国流行音乐组合飞行机器通过17号流星与国会/EMI唱片合作，获得了一个唱片合约，后者发行了他们的首张专辑。该乐队的发现是美国电视网--雅虎合作的成果。这一合作使该乐队得以为美国的热门电视剧集《灵异妙探》（Psych）的推出创作并录制宣传歌曲。该乐队也是美国著名运动鞋品牌匡威（Converse）与知名运动鞋零售商Journeys联合举办的“走出车库音乐大赛”的大奖获得者，该比赛历时3个月，有来自全美各地的5,000多参赛选手（组合）参与。普洛弗负责他们首张专辑的制作和混音。

### Warped巡回音乐节15周年
2010年，斯宾塞担任美国最大的极限运动巡回音乐节万斯（VANS）Warped 巡回音乐节15周年庆祝音乐会、DVD和CD的联合执行制作人，主要包括一些职业生涯从Warped巡回音乐节起步的另类音乐艺术家，其中有All American Rejects组合、The Aggrolites组合、Bad Religion乐队、Blink 182乐队、说唱歌手Ice-T、NOFX组合、Ozomatli组合、Pennywise组合、贝斯手Pete Went以及Decaydence All Stars、Rise Against以及Underoath。该DVD由国会唱片通过与M17的合资公司发行，而音乐会也在全美300多家君豪、AMC和喜满客（Cinemark）影院的屏幕展播。

### 《透过他们的双眼》（As Seen Through These Eyes）
2010年，斯宾塞负责监制纪录片《透过他们的双眼》音乐部分。该片只在有限范围的影院发行，并在为影片制作提供资金的日舞频道（Sundance Channel）上映。电影的片尾曲《心灵的艺术》（Art of the Soul）由安娜•奈力克演唱，普洛弗制作。该曲由朱迪斯•A•普洛弗、大卫•坡马兰兹以及斯宾塞•普洛弗创作。作曲家拉里•布朗和普洛弗因在电影中最佳利用音乐和表演获得了第七届帕克城年度电影音乐节大奖金牌奖。

### 《世界公民》（Citizens of the World）
同样在2010年，斯宾塞制作并联合创作了一部歌曲纪录片《世界公民》，宣传国际人道主义。其世界首映式是在《华尔街日报》网络版和芬达乐器公司网站的一篇专题报道和视频。歌曲演唱者合称“盘古大陆”（Pangea）,包括飞行机器组合（美国）、Khaled组合（阿尔及利亚/法国）、King Sunny Ade（尼日利亚）、Kailish Kher（印度）以及中国歌手陈琳，艺术家们用5种语言演唱，普洛弗还制作了一个合作视频，是在好莱坞国会唱片公司的大楼楼顶拍摄的。

### 《太空战士》（Space Warriors）
M17与位于美国亚拉巴马州亨兹维尔的美国太空与火箭中心有一项安排，要为该中心开发和制作传媒作品，其范围可扩展到电视、DVD、商品、音乐、互联网及其它平台。双方对这一长期牢固关系的设计旨在利用多媒体激励和宣传科学和太空教育。2012年，电影《太空战士》全部在亨兹维尔的美国太空营所在地制作，普洛弗担任执行制片人和音乐监制。影片由丹尼•格拉弗、米拉•索文诺、德莫特•穆尔罗尼、乔许•卢卡斯以及托马斯•霍恩主演。影片的片尾曲由托比麦克演唱。
美国娱乐行业委员会的年度S.E.T奖是颁发给那些讲述和宣传各种科学领域，并有较大激励作用和影响力的娱乐作品的奖项。2013年，《太空战士》获颁该奖项的电视类奖。
普洛弗还为北美各地的孩子捐赠了25项奖学金，供他们进一步接受科学和太空教育。

### 《我希望你跳舞：歌曲的力量和精神》
2015年，斯宾塞制作了一部长篇记录片《我希望你跳舞：歌曲的力量和精神》，探讨一首杰出的歌曲如何改变人们的生活（www.ihopeyoudancespecial.com）。该片在格莱美博物馆举行了首映式，接着举办了两项影院活动，于2016年5月在全美362面银幕展映，由美国全国广播公司NBC的晨间新闻节目《今天》的主持人凯西•李•吉福德主持。美国第一大信仰与励志电台“保持信仰”（Keep the Faith）播放了整整一个月的系列特别节目，以让大家了解影院举办的特别活动。活动当晚还邀请第9季《美国好声音》的获胜选手乔丹•史密斯特别出场，除演唱他由环球音乐的共和唱片公司发行的单曲“站在亮光下”（Stand in the Light）之外，还无伴奏演唱了《我希望你跳舞》。
该片由约翰•赛恩菲尔德导演（曾导演纪录片《美国vs约翰•列侬》The U.S.  vs. John Lennon），是一部关于希望、信仰和乐观主义，以及音乐所具有的激励、治愈力量的强有力的励志电影作品。该片由玛雅•安吉罗博士、格兰厄姆•纳什（曾演《教孩子》）、布莱恩•威尔逊（曾演《上帝只知道》）、乔尔•奥斯汀、文斯•吉尔以及李•安•沃马克做解说。http://vimeopro.com/crewneckproductions/ihyd-doc-sizzle-reel （页面存档备份，存于）   影片还记录了4个不同寻常的真人真事，这些人的人生都曾因为一首歌受到激励，重获希望和信仰。此外，影片还展示了一首新版的格莱美头号获奖歌曲，由四次获得格莱美提名的艺术家曼迪莎演唱，曼迪莎也是由国会基督教音乐集团独家录制歌曲的艺术家。这首歌由6次获格莱美奖的艺术家托比麦克的制作人克里斯•史蒂文斯和大卫•加西亚制作。https://web.archive.org/web/20171204171217/http://keepthefaith.com/page/i-hope-you-dance 朱迪斯•A•普洛弗的虎可出版社一本礼品书，其中重点介绍了片中的故事以及那些生活受到歌曲的美妙影响的人，还包括有关音乐所具备的治愈和激励力量的补充内容和散文。该书由美国六大出版社之一的西蒙与舒斯特公司负责零售。
著名作者和生活指导蒂姆•斯多里为该书撰写了前言。Book Trailer

### 《追逐克特兰：约翰•克特兰纪录片》
是关于一位摆脱固有思维束缚的思想者的影片，他那突破各种界限的音乐至今仍持续影响着世界各地的人们。这部影片发人深省、令人振奋、富有力量而又充满激情。片中对一个杰出艺术家丰富而有质感的扣人心弦的描述，揭示了那些塑造了他生活以及他革命性的乐声的关键事件、激情、经历和挑战。这是一个关于恶魔与黑暗、坚持与救赎的故事，而最重要的，这是一个找到自我、找到主，并在这一过程中创作出超越种族、宗教、年龄及地域藩篱的非凡作品的精神战士所经历的令人难以置信的旅程。这是一部献给所有能够领略音乐的娱乐、激励和改变力量的人们的影片。从贯穿克特兰整个职业生涯的近50首录音所听到的美、心酸、能量、痛苦、喜悦和激励，将艺术家以及他所生活的那个年代栩栩如生地展现在我们眼前。即便是那些熟悉约翰•克特兰音乐的人也能以一种崭新且令人兴奋的方式来聆听和欣赏他的音乐。尽管克特兰在他的一生中从未接受过电视采访（而仅有若干次电台采访），但通过他在文字采访中所表达的思想，在影片中仍然能够感受到他活跃而生动的存在。由奥斯卡获奖演员丹泽尔•华盛顿念出的他的这些文字，也说明了约翰•克特兰在他人生和职业生涯的那些关键时刻他的所思所感。
影片参与人员：丹泽尔•华盛顿、克林顿总统、科门、约翰•丹斯摩尔、怀顿•马萨里斯、索尼•罗林斯、卡洛斯•桑塔纳、韦恩•肖特、麦克考伊•泰纳、卡马希•华盛顿、康纳尔•维斯特。

### 《吉米•亨德里斯：不插电的体验》（Jimi Hendrix: The Acoustic Experience）
2017年索尼公司怀旧唱片录制部将推出这张迷你专辑，并在世界各地进行营销宣传和发行。斯宾塞已在制作这张唱片并担任执行制作人，他正与原亨德里斯的工程师和混音师艾迪•克拉默（Eddie Kramer）进行合作。
克拉默拥有显赫的履历，其中包括为滚石乐队的5张专辑担任工程师，还有5张齐柏林飞船乐队的专辑以及甲壳虫乐队的一些录音。他负责这张迷你专辑的全部音轨的混音，并与前国会/EMI/维京唱片的北美总裁李•特林克及菲力帕•斯莱吉一起担任这张迷你专辑的联合执行制作人。泰德公司的创始人斯坦利•海恩斯文思是唱片的副制作。总部位于美国西雅图的泰德公司为M17公司提供营销服务，他们将配合索尼怀旧唱片录制部的工作。
这个为今天的听众改编吉米•亨得里斯的经典曲目所制作成的不插电版本，是由唱片销量极佳的怀旧歌星（如大卫•克罗斯比/格莱厄姆•纳什）以及目前在世界上很受欢迎的艺术家（如杰森•马耶兹Jason Mraz）演唱，他们所有人都非常喜爱亨德里斯的音乐，被他的音乐所吸引。这个项目及其在其它媒体的扩展传播将会向人们证明，无论是从音乐还是从商业的角度看，吉米的音乐都真正是毫不过时的。

### 《“甜水”——内森•克里夫顿的故事》（Sweetwater）
电影《甜水》的故事背景是20世纪50年代的美国，它讲述了第一个成为NBA明星的美国黑人运动员的故事。这是一个历史上的真人真事，自它发生的上世纪50年代到现在一直不太为人所知。主人公内森•甜水•克里夫顿永远改变了篮球比赛。斯宾塞担任影片的音乐监制，也是一个执行制片人。他还为电影配了一张有NBA巨星的说唱乐专辑，其中的歌曲都是源自导演马丁•圭圭剧本的主题以及对该主题而产生的共鸣。NBA协会担任本项目的营销伙伴，电影将于2017年底发行。